# 山口貴裕
山口 貴裕（やまぐち たかひろ、1973年（昭和48年）2月7日 - ）は、日本の政治家。神奈川県厚木市長（1期）。元神奈川県議会議員（3期）、元厚木市議会議員（1期）。

## 経歴
神奈川県厚木市生まれ。厚木市立厚木小学校、厚木市立厚木中学校、私立明徳学園相洋高等学校を経て、桐蔭横浜大学法学部法律学科を卒業する。自由民主党かながわ政治大学校第7期生となり、民間企業勤務を経て、父で当時厚木市長の山口巖雄の秘書となる。
2007年厚木市議会議員選挙に立候補し、最高位で当選する。2011年神奈川県議会議員に初当選。神奈川県議会県民・企業常任委員会副委員長となる。2015年2期目の当選を果たす。産業・経済活性化特別委員会委員長。2019年3期目当選を最高位で果たす。建設・企業常任委員会委員長、自民党県議団副団長、総務政策常任委員会委員長、県議会政務活動費連絡会座長、決算特別委員会委員長、県議団政務調査会副会長を歴任。
2022年11月に「責任世代として、新たな厚木を作る世代交代」を掲げ、厚木市長選挙に立候補を表明。厚木市長選挙に自民・公明両党の推薦をはじめ、市議会議員19人の支援、厚木市農業協同組合など、多くの団体から支持を得て「県央姉妹都市構想」を提唱、「農業振興」や「企業誘致」等8つの政策を訴え、選挙戦を展開した。選挙では新人4人の選挙戦を制し、初当選を果たした。2023年2月に就任した。